# Válvula de compuerta

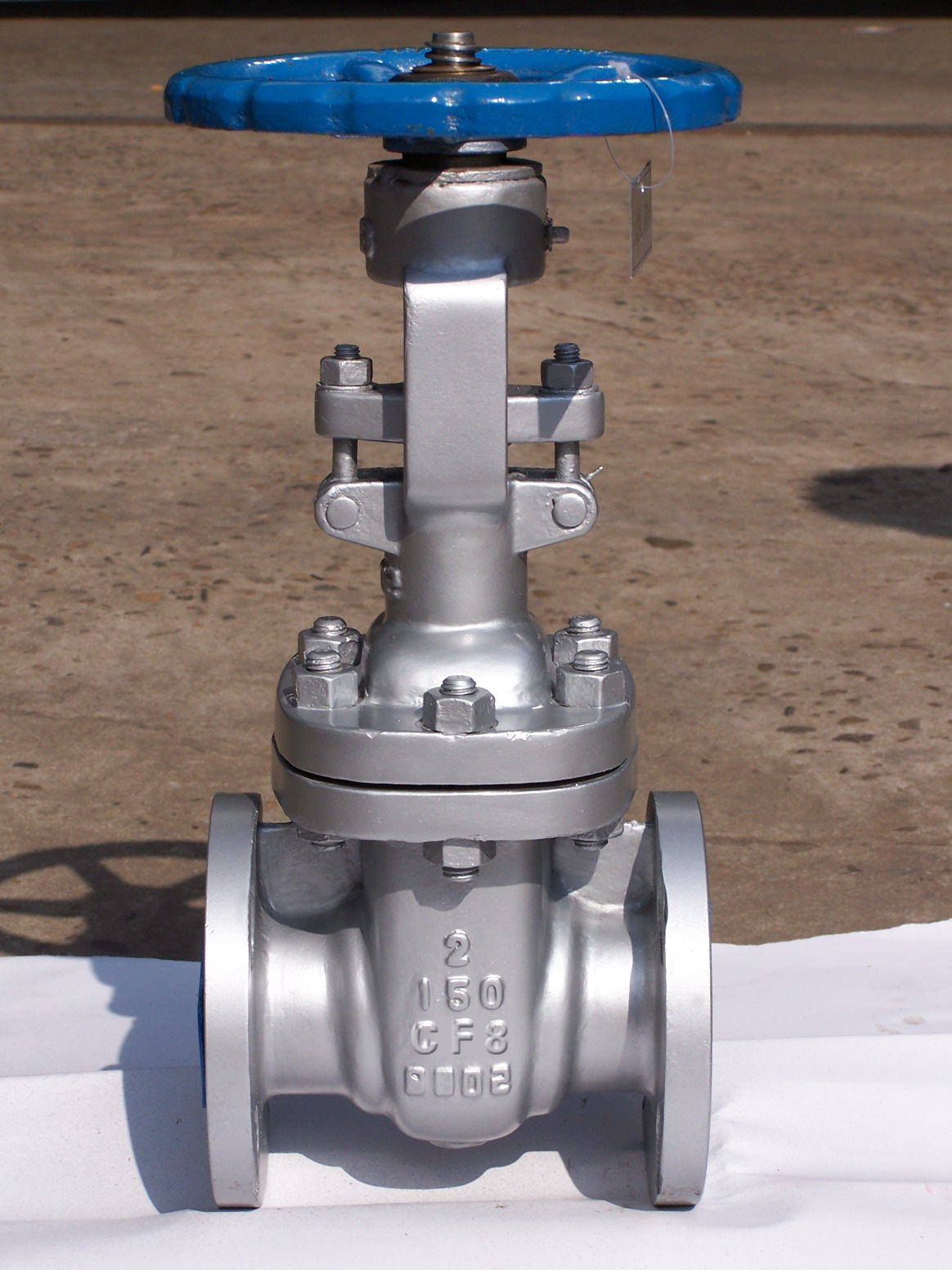
Válvula de compuerta en acero inoxidable.

La válvula de compuerta es una válvula que abre mediante el levantamiento de una compuerta o cuchilla (la cual puede ser redonda o rectangular) permitiendo así el paso del fluido. 
Lo que distingue a las válvulas de este tipo es el sello, el cual se hace mediante el asiento del disco en dos áreas distribuidas en los contornos de ambas caras del disco. Las caras del disco pueden ser paralelas o en forma de cuña. Las válvulas de compuerta no son empleadas para regulación.
¨Ventajas¨
- Alta capacidad.
- Cierre total: La compuerta se ajusta perfectamente en el cierre, logrando estanqueidad total (cero fugas).[1]
- Bajo costo.
- Diseño y funcionamiento sencillos.
- Poca resistencia a la circulación.

Desventajas
- Control deficiente de la circulación.
- Se requiere mucha fuerza para accionarla.
- Produce cavitación con baja caída de presión.
- Debe estar abierta o cerrada por completo.
- La posición para estrangulación producirá erosión del asiento y del disco.[2]

## Imágenes

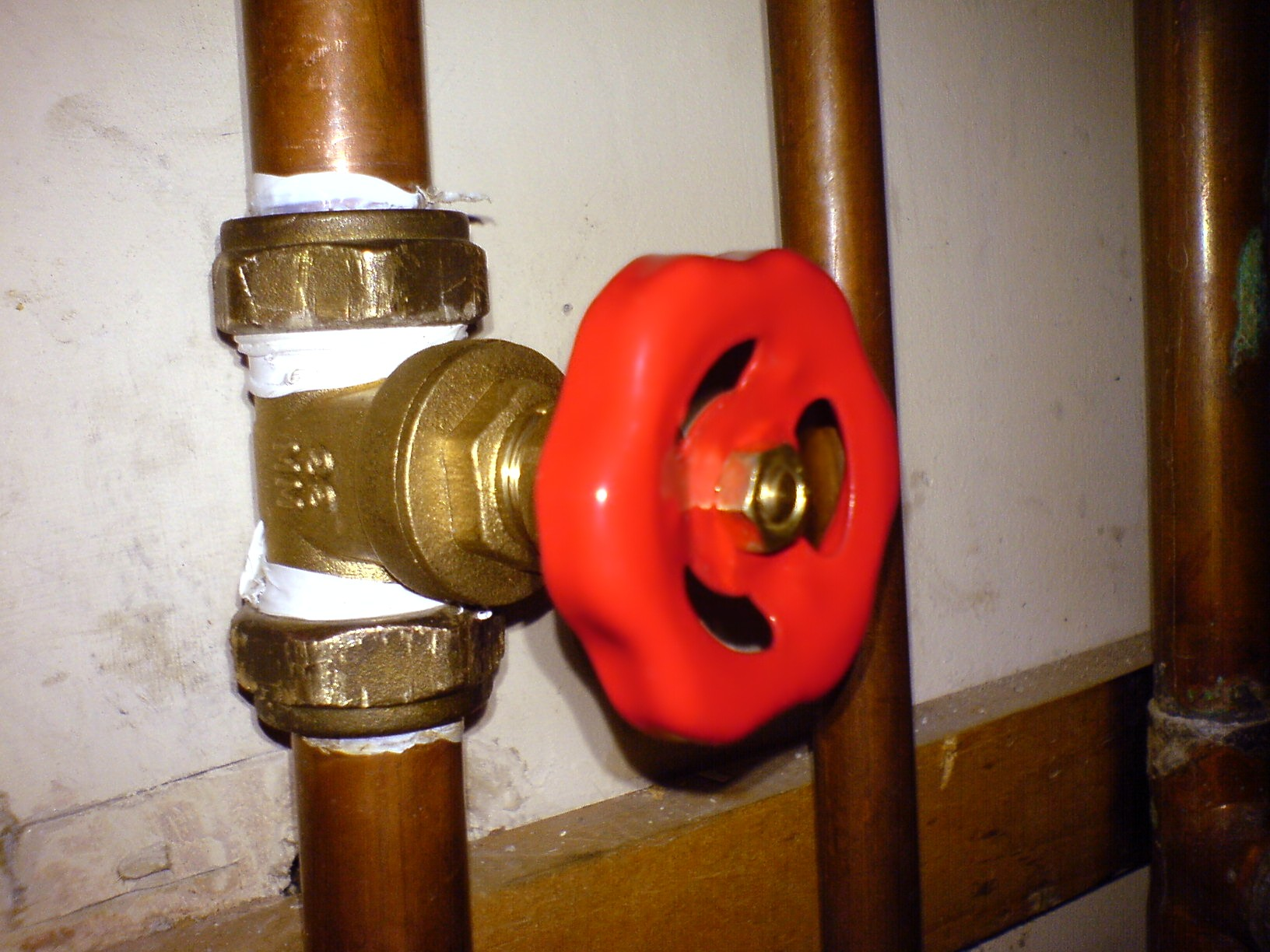
Válvula de compuerta en sistema de agua caliente para uso doméstico.
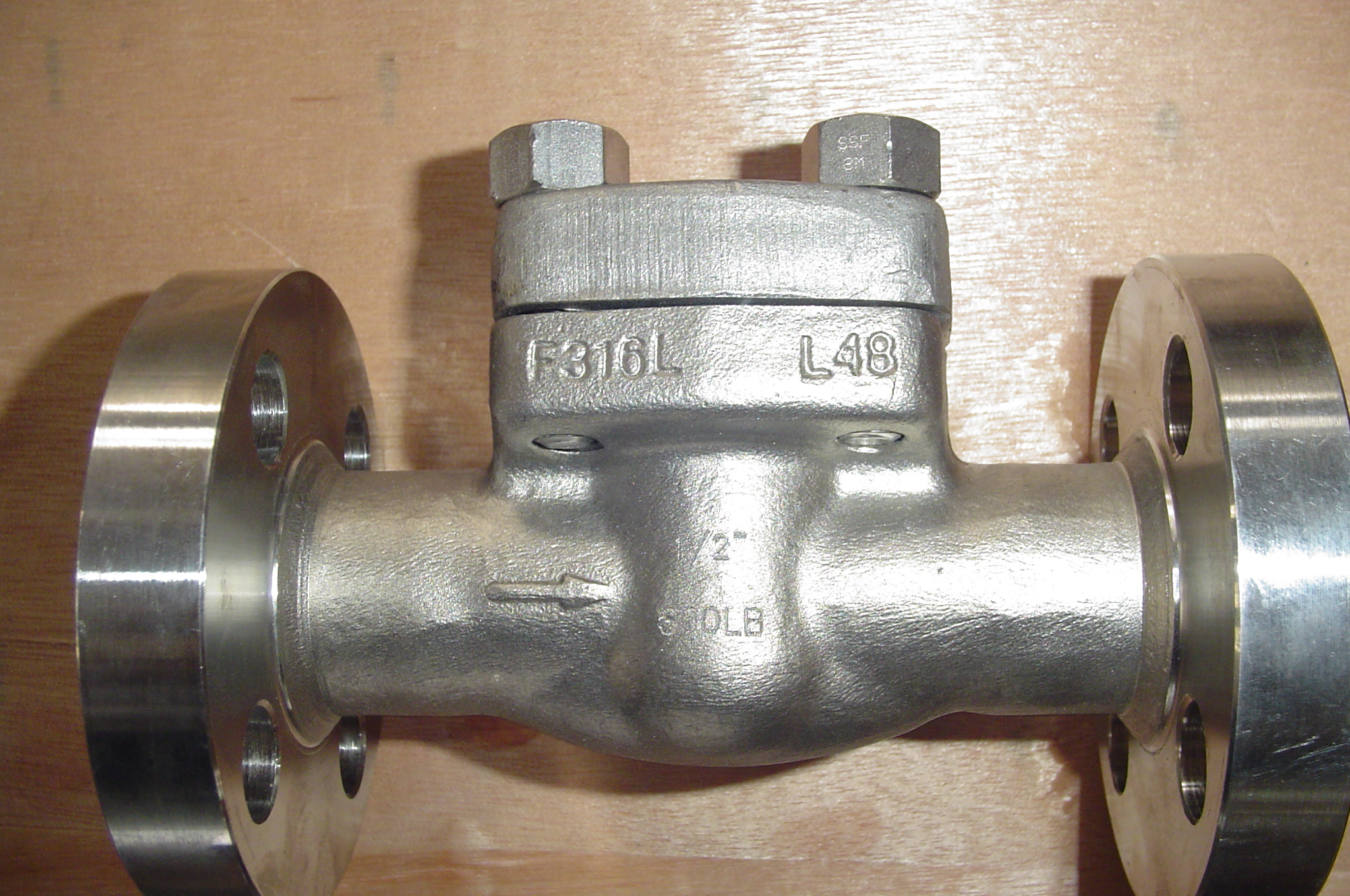
Válvula antiretorno o "Check valve" en acero inoxidable
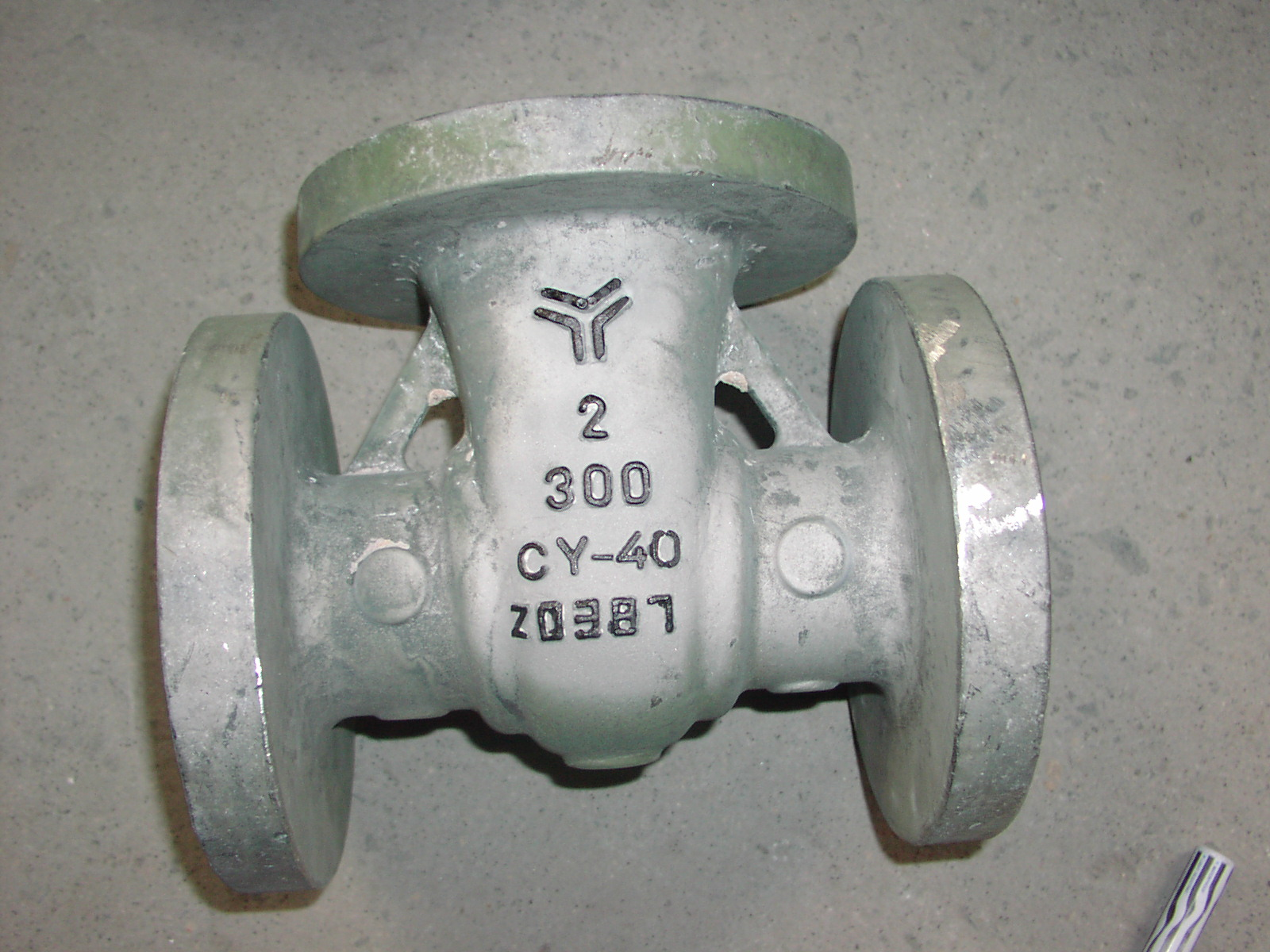
Válvula de compuerta en inconel
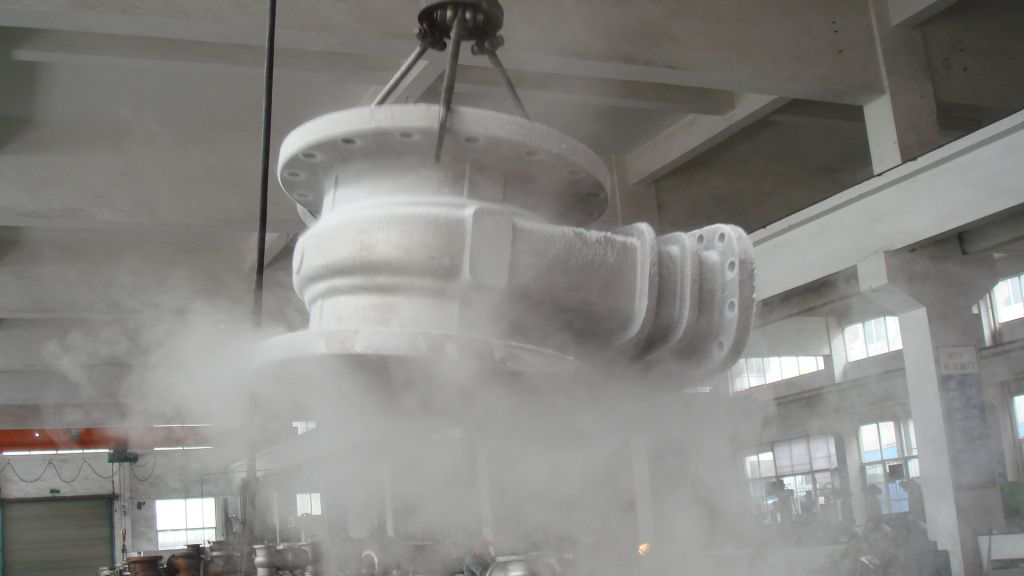
Válvula de compuerta criogénica en 254 SMO
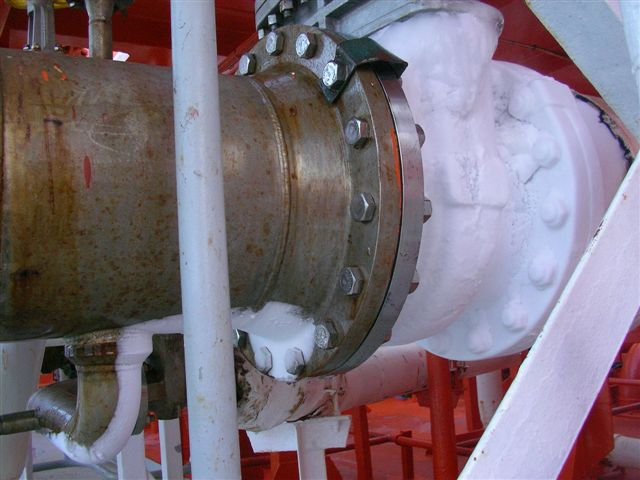
Válvula de compuerta criogénica en operación
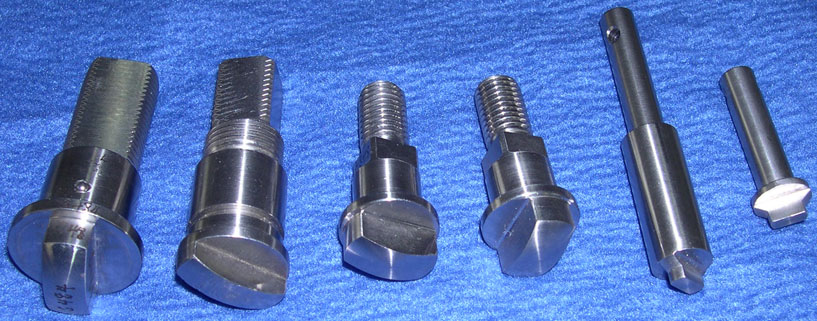
Pernos para válvulas
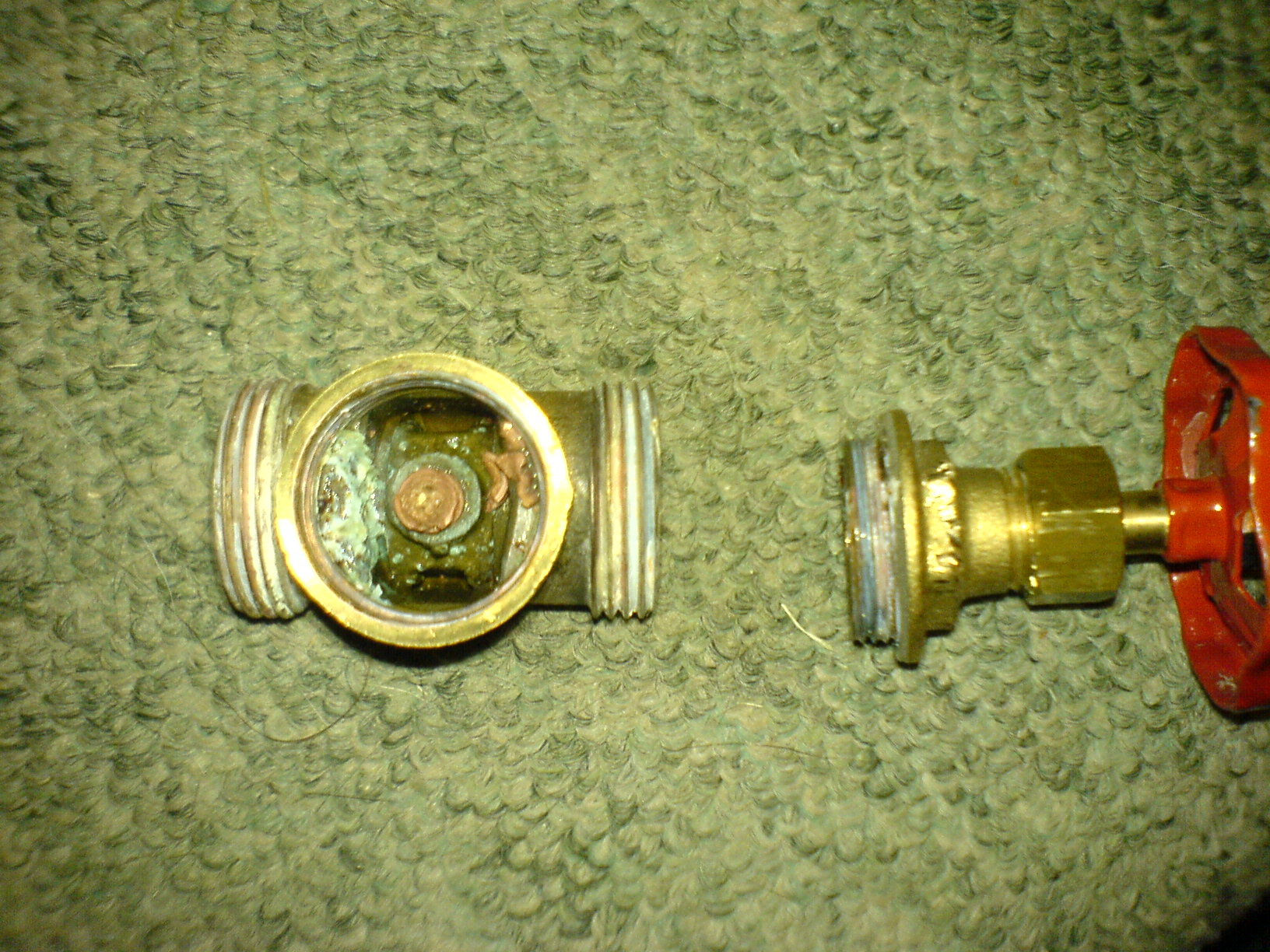
Válvula de compuerta con corrosión.